# Hell (Nederland)
Hell is een landgoed  en buurtschap in de gemeente Putten, in de Nederlandse provincie Gelderland. Het ligt tussen Putten en Nijkerk, ten westen van Huinen.
Hell valt administratief onder de plaats Putten.
Hell ligt ten oosten van Nijkerk, zuidwestelijk van Putten en wordt ruwweg begrensd door de wegen Meskampersteeg, Donkeresteeg, Tintelersteeg, Deuverdenseweg, Veldhuizerweg, Groot Hellerweg en Bussenweg. Het landgoed is opengesteld voor wandelaars. 
Hell werd in het midden van de 12e eeuw genoemd als Hello en sindsdien in Everardus de Helle (1313), Hell (1484) en Heel (1741). De naam ontstond waarschijnlijk uit samenstelling van helle ('laagte, moerassige plaats') of ontstond uit helle (ontstaan uit helde = 'helling') + lo ('licht, open bos'). Een andere geopperde verklaring is dat de naam is voortgekomen uit het Middelnederlandse hel ('helder') + lo ('poel'). 
De buurtschap bestond in 1840 uit 38 huizen met 325 inwoners. Het uitgestrekte landgoed is door vererving via Jonker Haarma de With en daarna van Schimmelpenninck in het bezit gekomen van barones van Lynden uit Engeland. 

## Landschap
Helle is onderdeel van de landgoederenzone tussen Scherpenzeel en het Veluwerandmeer. Helle vormt historisch, economisch en landschappelijk een geheel met landgoed Gerven, hoewel de goederen niet aan elkaar grenzen. De Helle en Gerven hebben een gezamenlijke oppervlakte van zo'n 1.025 hectare. Daarvan bestaat ongeveer 405 hectare uit bos, 170 hectare uit natuurterreinen en 440 hectare uit landbouwgrond. Tot de twintigste eeuw bestond dit gebied grotendeels uit heide en er stroomden er vele beekjes. Veel landgoederen op de hogere zandgronden zijn ontkomen aan grootscheepse ruilverkaveling en schaalvergroting. Het vroegmiddeleeuwse ontginningslandschap met historische boerderijen en erven, ontginnings- en wildwallen, beken, bevloeiingsystemen, oude wegen, bossystemen is daardoor grotendeels intact gebleven. De kleinschalige bedrijfsvoering maakt een gedegen beheer echter lastig. Er wordt daarom gezocht naar een beter verdienmodel als basis van de landgoederen. Het beleid is gericht op instandhouding van een fragiel evenwicht tussen ecologie en economie.

## Monumenten
De boerderij Groot Hell is een rijksmonument aan de Groot Hellerweg 8. Het is gebouwd naast de locatie van het voormalige kasteel (Groot) Hell dat in de 14e eeuw was gesticht. Op de gevelsteen in de voorgevel van de boerderij staat het jaartal 1603. De hoeve werd in de 19e eeuw verbouwd. Bij de boerderij horen oude schuren, roedenbergen en een schaapskooi. Groot Helle werd vanaf 2020 een grootscheeps gerestaureerd.

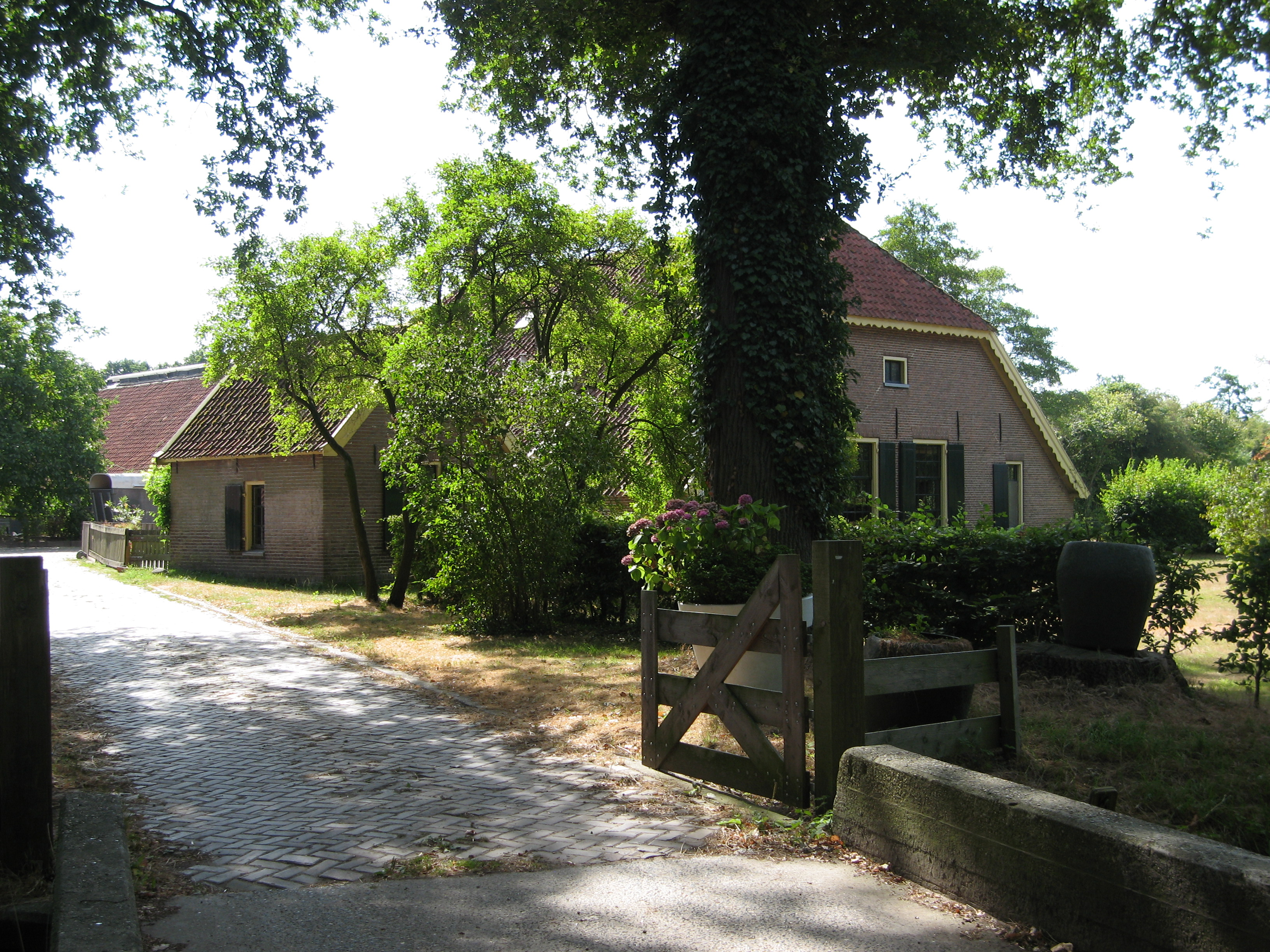
Tinteler

Zorgboerderij Tinteler aan de Tintelersteeg 21 is een gemeentelijk monument. Het oudste deel van de hoeve dateert uit de middeleeuwen.

## Trivia
- De Nederlandse band Aux Raus heeft een nummer gemaakt getiteld Fall (vaak ook bestempeld als Hell), de videoclip van dit nummer is opgenomen in Hell.
- Er is een fietsroute van Hell naar landgoed/boerderij Het Paradijs in de Barneveldse buurtschap Kallenbroek en terug (35 km).[4]